# Bianca Walkden
Bianca Walkden (* 29. September 1991 in Liverpool) ist eine britische Taekwondoin, die im Mittel- und Schwergewicht aktiv ist.
Walkden kam mit elf Jahren zum Taekwondo und startet seitdem für den Liverpool Elite Club. Sie nimmt seit 2007 an internationalen Wettkämpfen teil, jeweils im Schwergewicht gewann sie im gleichen Jahr bei der Junioreneuropameisterschaft in Baku Bronze und im Jahr darauf bei der Juniorenweltmeisterschaft in Izmir Silber. Bei ihrer ersten Weltmeisterschaft 2009 im Erwachsenenbereich erreichte Walkden das Viertelfinale. Ihren sportlich ersten großen Erfolg erkämpfte sie sich bei der Europameisterschaft 2010 in Sankt Petersburg. Walkden verlor erst im Halbfinale gegen Anne-Caroline Graffe und gewann mit Bronze ihre erste internationale Medaille im Erwachsenenbereich. Da der britische Verband für die Olympischen Spiele 2012 im Schwergewicht keinen Quotenplatz auswählte, startete Walkden bei der Europameisterschaft in Manchester im Mittelgewicht bis 67 Kilogramm. Nach dem Viertelfinalaus hatte sie aber letztlich keine Chance auf eine Nominierung. 2014 wurde sie Europameisterin, im Folgejahr zudem erstmals Weltmeisterin.
Bei den Olympischen Spielen 2016 in Rio de Janeiro gewann sie die Bronzemedaille in der Klasse über 67 Kilogramm. Ein Jahr darauf wurde sie in der Klasse über 73 Kilogramm erneut Weltmeisterin. 2019 verteidigte sie ihren Titel in Manchester ein weiteres Mal. Bei den 2021 stattfindenden Olympischen Spielen 2020 in Tokio sicherte sich Walkden in der Gewichtsklasse über 67 kg ein zweites Mal Bronze.